# 五行旗
- 關於任何五種顏色所組成的旗幟，請見「五色旗」。
- 關於中華民國曾使用的五色國旗，請見「五色旗 (中華民國)」。
- 關於中國民間信仰和道教宮廟的作法器具，請見「五營旗」。

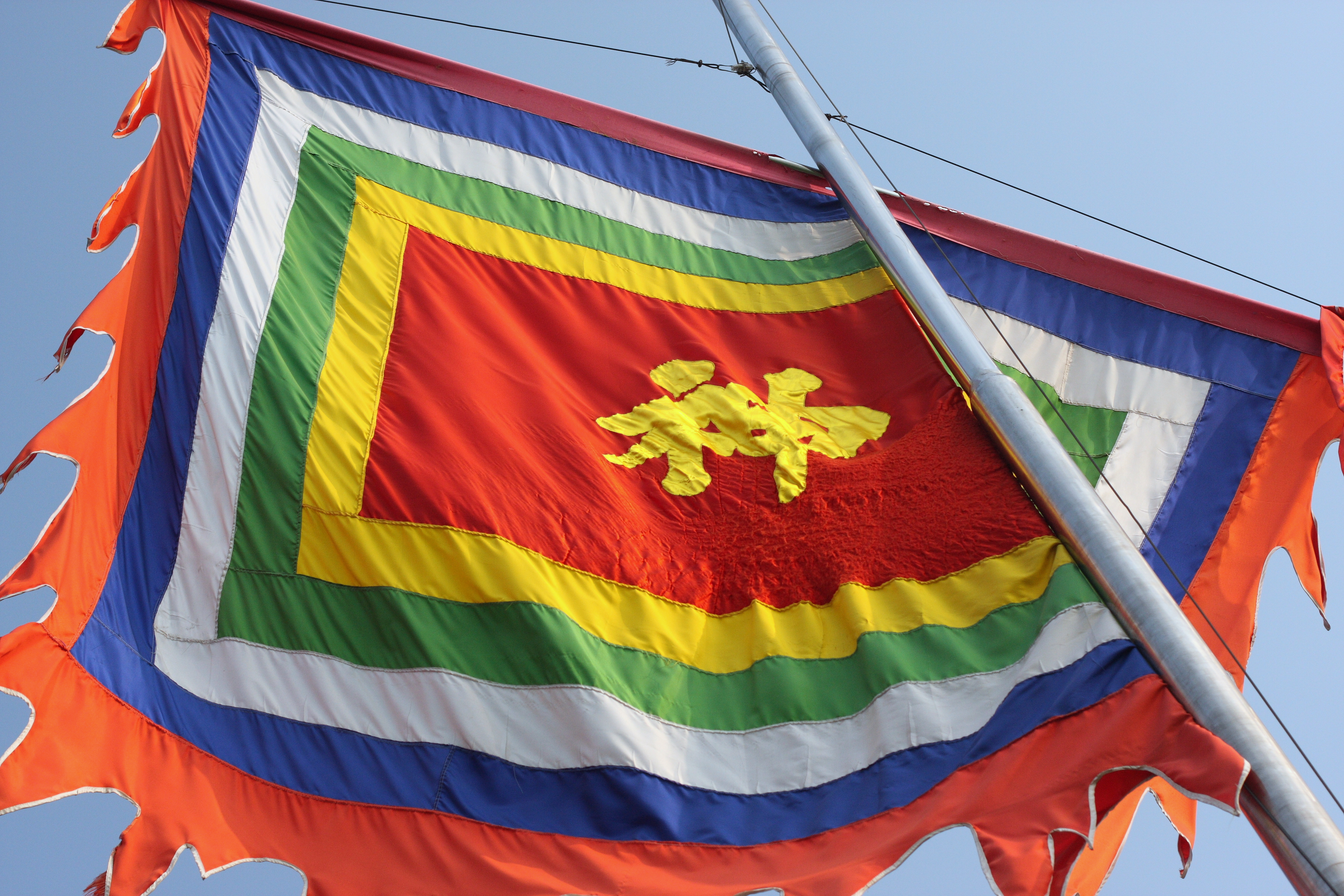
河内还剑湖玉山祠的神旗

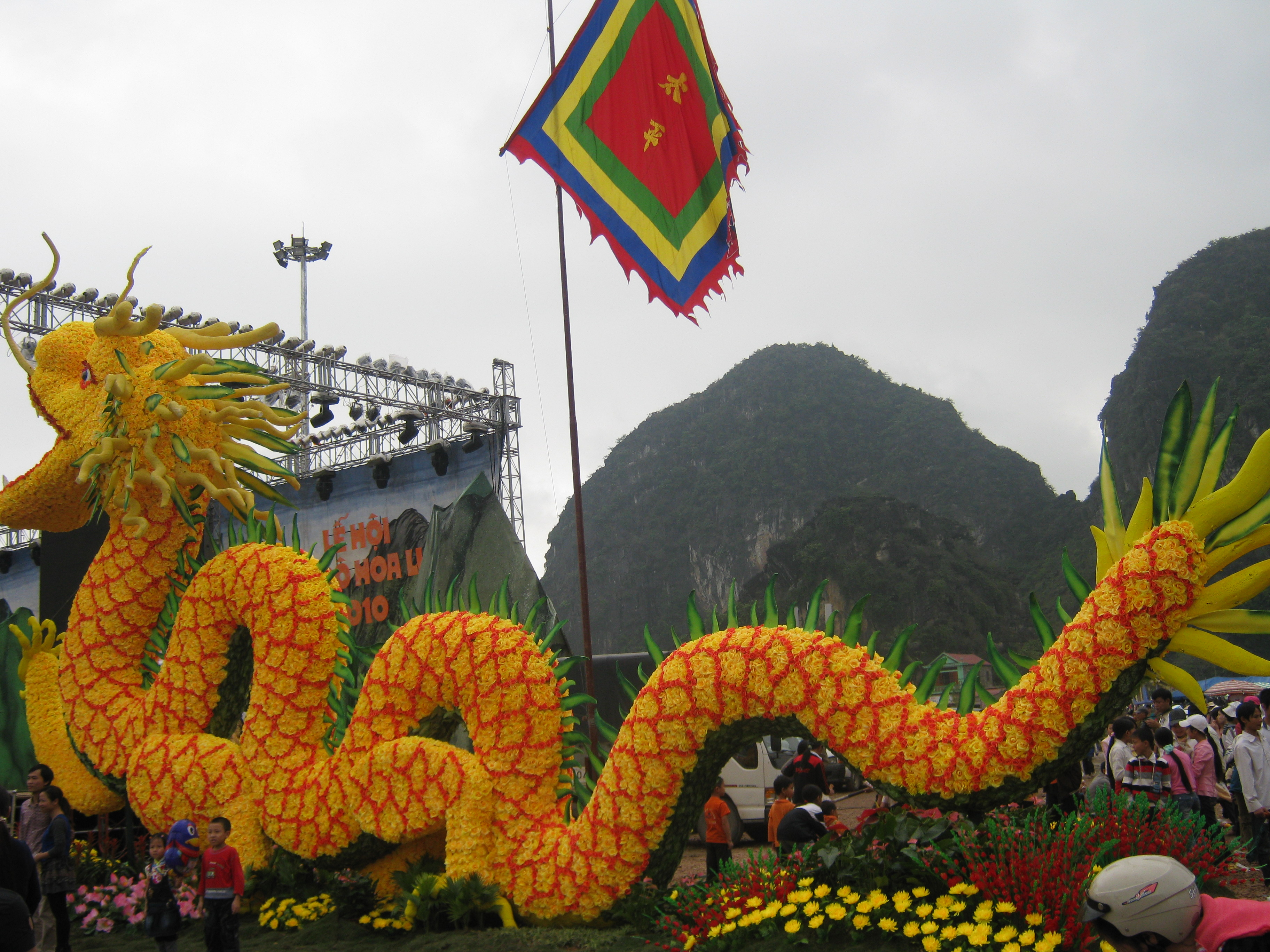
华闾古都的五行旗

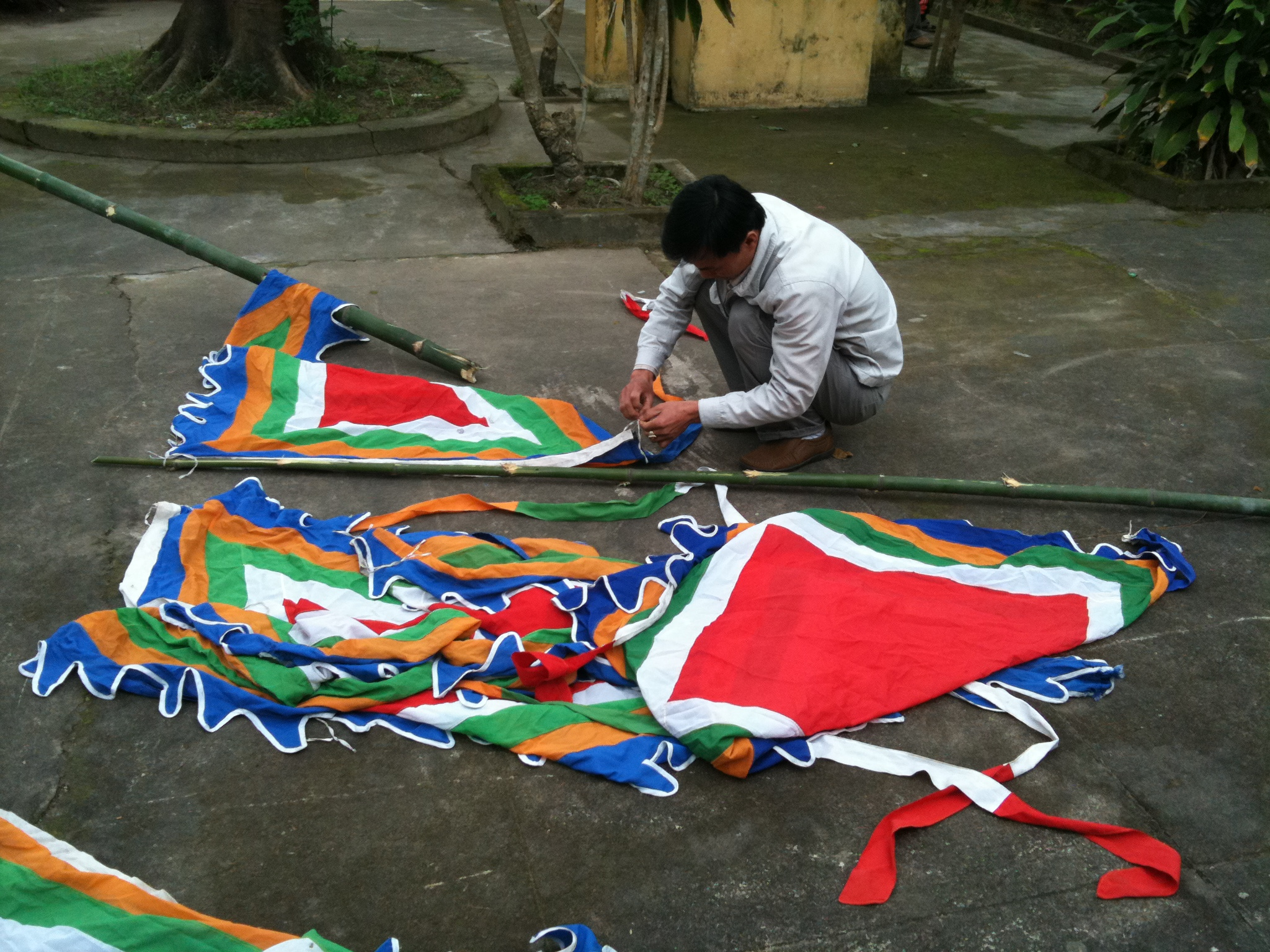
工人将五行旗拴上竹杆

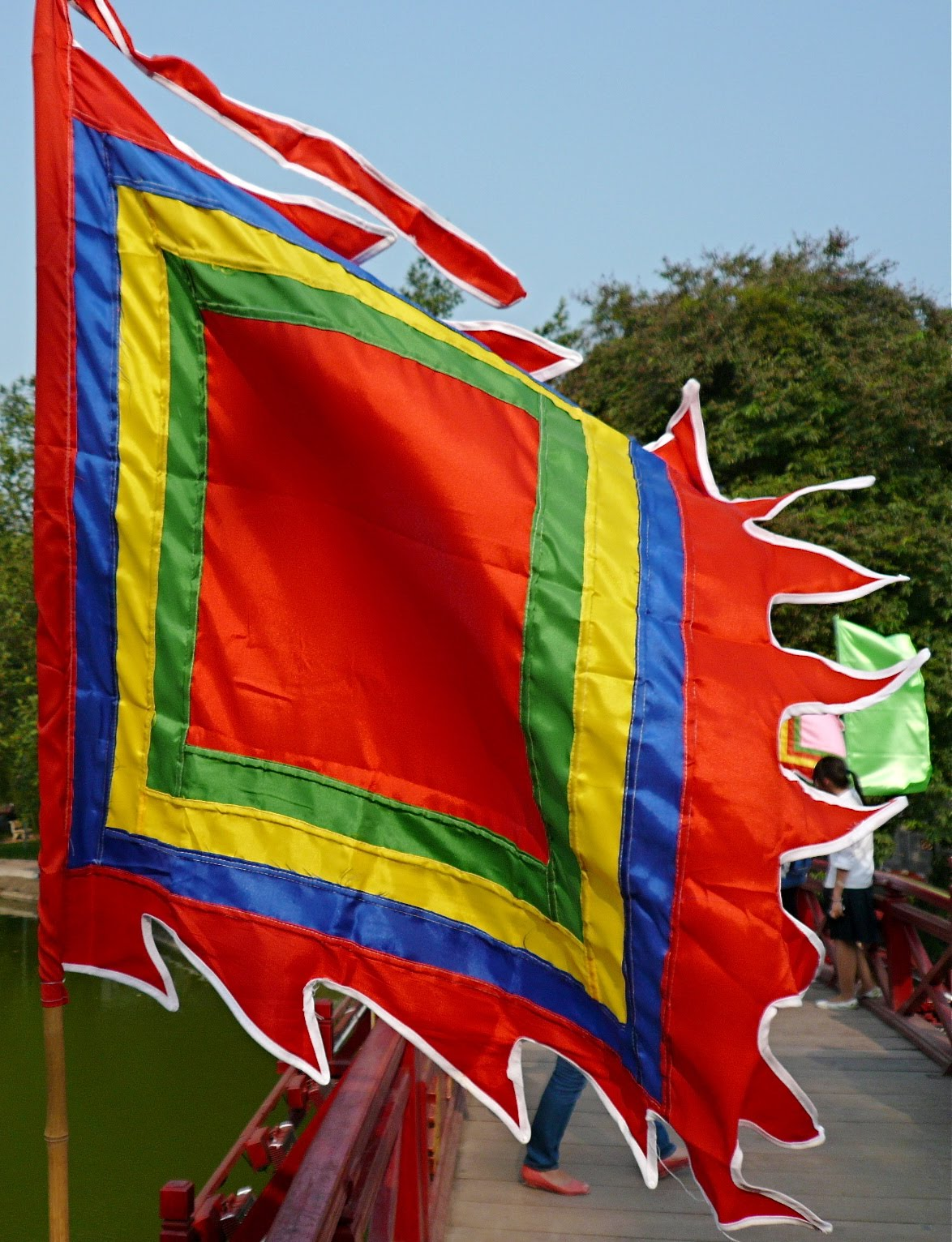
2010年河内升龙建城千年纪念典礼使用的五行旗

五行旗（越南語：／），或稱五色旗（越南語：／）、五方旗、神旗（越南語：／），是越南传统旗帜，常见于祠堂、道观，亦在传统节庆期间使用，是越南民间信仰的象征。五行旗由五个同心方形组成，颜色对应五方色，边缘有波浪形的镶边，中央可印汉字或是其他标志。

## 变体

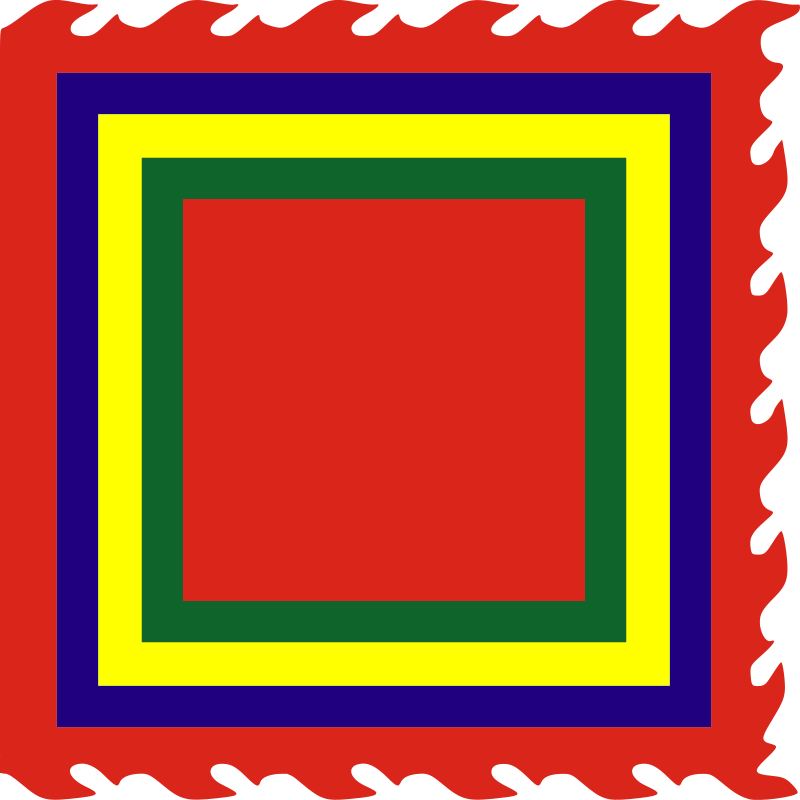
阮朝皇家旗帜[2]
族姓旗（Cờ họ tộc）
国语字族姓旗
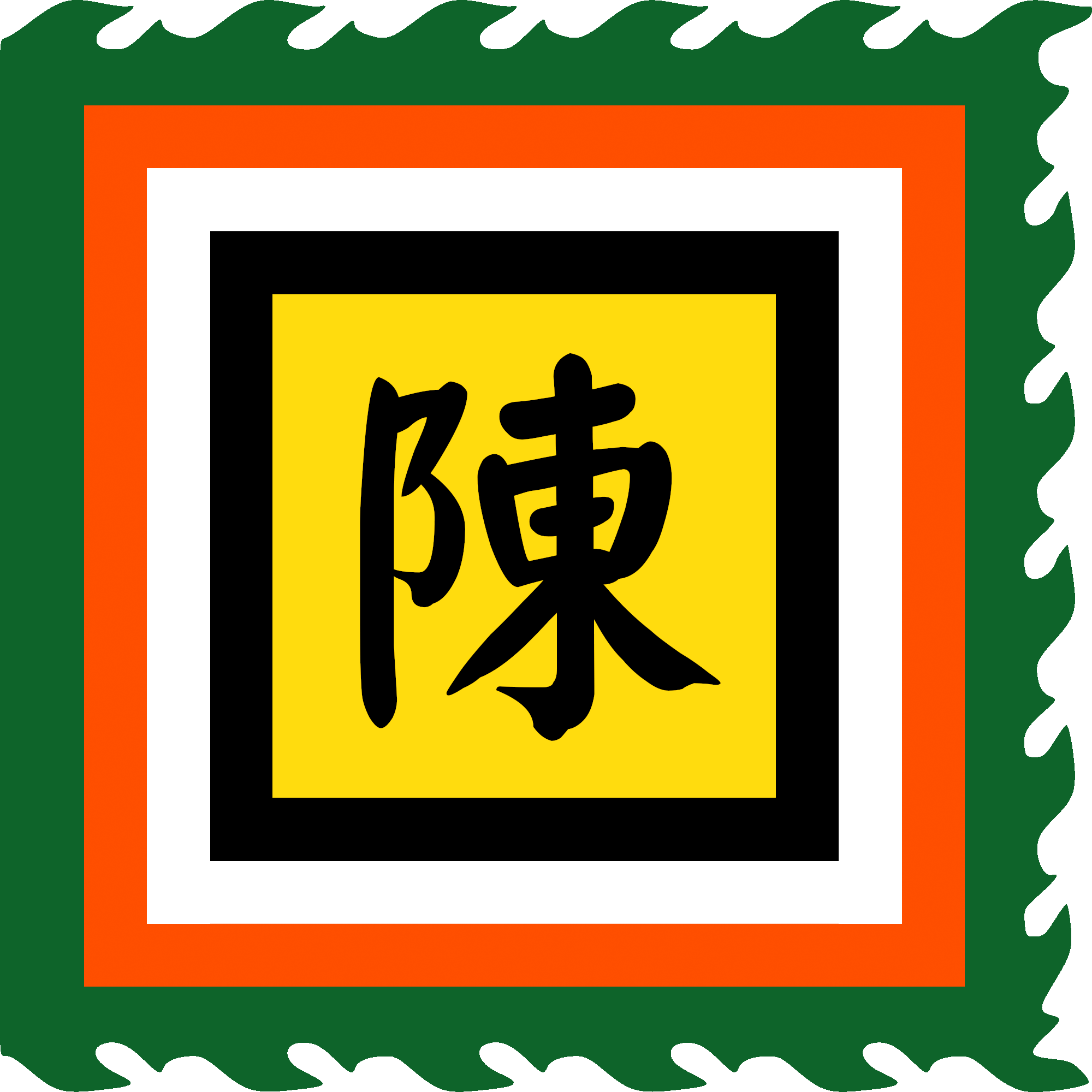
越南共和国海军使用的陈兴道旗
悼旗[4]
葬礼旗帜
天主教葬礼旗帜
天主教圣周五旗帜
天主教五色旗
道教五行之东方木行旗[5][6]
道教五行之南方火行旗
道教五行之西方金行旗
道教五行之北方水行旗
道教五行之中央土行旗